# Jeanne d'Arc på bålet
Jeanne d'Arc på bålet (franska:Jeanne d'Arc au bûcher) är ett sceniskt oratorium i en prolog och elva scener med musik av Arthur Honegger. Libretto av Paul Claudel.

## Historia
Honegger hade redan arbetat med flera betydande poeter före Jeanne d'Arc på bålet: med Paul Valéry i Amphion, Jean Cocteau i Antigone, samt andra verk med mer okända författare såsom René Morax i Judith och Konung David. Med dessa verk försökte han förnya den musikaliska teatern genom att anamma Wagners idé om Gesamtkunstwerk, en konstnärsform där konst, musik och teater alla var lika viktiga beståndsdelar för slutresultatet. Även Paul Claudel var fascinerad av Wagners idéer och de sammanfördes av dansösen Ida Rubinstein, som hade samarbetat med båda.
Honegger skrev musiken 1935 och urpremiären av konsertversionen ägde rum den 12 maj 1938 i Basel med Ida Rubinstein i huvudrollen. Den sceniska versionen hade urpremiär i Zürich den 13 juni 1942.

## Om verket
Verket är en blandning av skådespel, opera och oratorium. Det blev mycket populärt i Frankrike i början av den tyska ockupationen och spelades från 1941 i över 40 städer av en speciell grundad ensemble. Till Honeggers mest betydande prestationer hör integrationen av talrösten i det musikaliska flödet. Även orkestersättningen är ovanlig, med tre saxofoner, olika klarinettyper och elektroninstrumentet Ondes Martenot. Honeggers dramatiska oratorium hör numera till standardrepertoaren på de större scenerna. Den tyska urpremiären ägde rum i Berlin 1947.
Bland alla versioner av Jeanne d'Arc-temat intar Honegger en särställning, vilket också visar sig i hur mycket de olika uppsättningarna kan skilja sig från varandra. I den europeiska kulturen är det en gammal föreställning att man i dödsögonblicket erinrar sig hela sitt tidigare liv. Men det här dramatiska elementet används oftast bara som ett sätt att framställa tidigare situationer i livet. Helt annorlunda är det hos Honegger. I dödsögonblicket kommer livet här till tals bara för att kunna lösa sig från alla jordiska bojor. Dödsögonblicket blir till ett hjältedåd, inför vilket alla den sanningsälskande och tappra Jeanne d'Arcs krigsframgångar förbleknar. Hon lyckas ge sig hän och begränsa sig själv. I detta skede uppfylls de förhoppningar och den längtan som många människor har. I dödsögonblicket visar sig det genomlevda livets sanning och döden framstår samtidigt som en sista stor ansträngning för att ge uttryck för den sanningen.

## Den svenska premiären med Ingrid Bergman i titelrollen
Rollen som Jeanne d'Arc hade länge varit Ingrid Bergmans drömroll. 1946 hade hon spelat huvudrollen i Maxwell Andersons pjäs Johanna från Lothringen på Broadway och 1948 gjorde hon samma roll i filmen Joan of Arc i regi av Victor Fleming. 1949 inledde Ingrid Bergman ett förhållande med den italienske filmregissören Roberto Rossellini. I december 1953 regisserade Rossellini en föreställning av Honeggers verk i en italiensk översättning på Teatro di San Carlo i Neapel med Ingrid Bergman i titelrollen. Den sattes därefter upp på La Scala i Milano. Båda uppsättningarna fick utmärkta recensioner, varpå Rossellini iscensatte en fransk version på Parisoperan som också fick bra kritik. Därpå for paret ut på turné till världens operascener med föreställningen. 
1955 hade turen kommit till Stockholmsoperan och föreställningen blev mycket omskriven redan före premiären den 17 februari. I uppsättningen gjorde Anders Näslund rollen som Broder Dominik, Olle Sivall var Svinet, Julius Mengarelli gjorde koreografin och Stig Westerberg dirigerade. Några dagar efter premiären skrev Stig Ahlgren i Vecko-Journalen en giftig krönika:
...när Rossellini och Ingrid Bergman gjort den ena misslyckade filmen efter den andra återstår inget annat än att dra från stad till stad, från land till land, och visa Ingrid Bergman för pengar.
Han förkastade hennes skådespelartalang (hennes register är trångt, röstläget trivialt) och beskrev publikens reaktioner som allt annat än värmande förutom reaktionen från kung Gustaf VI Adolf:
... där en ganska kallsinnig publik av den snåla slutapplåden att döma satt fast i vanföreställningen att man måste vara skådespelerska för att göra lycka på scen, en fördom som lyckligtvis Hans Maj:t Konungen var obesmittad från. Hans inkonstitutionella men hjärtliga handklappning räddade faktiskt kvällen för Ingrid Bergman.
Ahlgrens krönika förorsakade en insändarstorm till Vecko-Journalen, vilken pågick under flera veckor och som nästan undantagslöst var till Ingrid Bergmans försvar. För första gången publicerade tidskriften anonyma insändare för att ge en korrekt bild av den "hysteriska mentalitet" som redaktionen ansåg rådde bland läsarna.
Senare under året återkom Karl Gerhard till episoden i sin kuplett Så var det med det lilla helgonet:
Brasan den var klen och det blev inget drag i hålet, förrän Veck-Journalen la en algren (Ahlgren) upp på bålet.
Aldrig mera skulle hon för penningar sig visa och nu är hon på turné i Avignon och Pisa. Som en grillad höna hon vänts på ett spett, så var det med det lilla helgonet.
Föreställningen spelades 22 gånger fram till den 26 mars.

## Personer
| Roller            | Stämma          | Rollbesättning vid premiären 12 maj 1938 Dirigent: Paul Sacher | Rollbesättning vid svenska premiären 17 februari 1955 Dirigent: Stig Westerberg |
| Jeanne d'Arc      | talroll         | Ida Rubinstein                                                 | Ingrid Bergman                                                                  |
| Broder Dominicus  | Talroll/Baryton | Jean Périer                                                    | Anders Näslund                                                                  |
| En härold         | Bas             | Serge Chandoz                                                  | Folke Jonsson                                                                   |
| Pedellen          | Baryton         |                                                                | Arne Wirén                                                                      |
| Tigern            |                 |                                                                | Berit Sköld                                                                     |
| Räven             |                 |                                                                | Berit Hermansson                                                                |
| Svinet            | Tenor           | Ernst Bauer                                                    | Olle Sivall                                                                     |
| Härold II         | Tenor           |                                                                | Georg Svedenbrant                                                               |
| Härold III        | Bas             |                                                                | Sven Nilsson                                                                    |
| Sankta Katarina   | Kontraalt       | Ginevra Vivant                                                 | Margit Sehlmark                                                                 |
| Sankta Margaretha | Sopran          | Rosa van Herck                                                 | Eva Prytz                                                                       |
| Mäster Slaga      | Bas             |                                                                | Sven-Erik Jacobsson                                                             |
| Tunmor            | Mezzosopran     |                                                                | Kerstin Meyer                                                                   |
| Klerken           | Baryton         |                                                                | Erik Sundquist                                                                  |
| En bonde          |                 |                                                                | Dustin Ottosson                                                                 |
| En annan bonde    | Bas             |                                                                | Arne Tyrén                                                                      |
| Perrot            |                 |                                                                | Nils Johansson                                                                  |
| Ett barn          |                 |                                                                | Sonja Norin                                                                     |
| En munk           | Baryton         |                                                                | Erik Sædén                                                                      |
| Jungfru Maria     | Sopran          | Berthe de Vigier                                               | Anna-Greta Söderholm                                                            |
| En präst          | Bas             |                                                                | Sven-Erik Jacobsson                                                             |

## Handling
Oratoriet utspelar sig i Rouen år 1431 och beskriver rättegången mot hjältinnan och den följande avrättningen, fast med återblickar  mot hennes tidigare liv. Det är en blandning av medeltidspastisch, folkliga melodier, gregoriansk sång och populära danser från 1600-talet. Musiken är modern med hårt dissonant harmonik och fri stämföring. Föreställningen varar i omkring 70 minuter.
Jeanne d'Arc står fjättrad vid bålet. Broder Dominik träder fram med en bok om hela hennes livs historia. Han läser högt för henne. Domarna, som dömt henne till döden föres in, deras ämbeten och dräkter tas ifrån dem och de visar sig som de djur de är: Porcus, svinet är åklagare, juryn består av får och sekreteraren är en åsna. Då Jeanne frågar hur sådana domare kunnat döma henne förklarar Dominik att det berodde på ett kortspel, uppfunnet av en dåraktig kung. Spelet har fyra kungar, fyra damer och fyra knektar. Den franske kungen ledsagas av Hennes Majestät Dumheten, den engelske av Högmodet, hertigen av Burgund av Lystnaden och kung Död av Vällusten. Knektarna avgör spelet som slutar med att Jeanne utlämnas till rannsakning. Dödsklockorna ringer och Jeanne hör röster: Sankta Margareta och Sankta Kataringa. Hon minns att det var deras röster som kallade henne att befria landets konung och hon upplever åter kröningen i Reims. Bålet tänds, flammorna slår upp kring henne, broder Dominik försvinner och lämnar henne ensam med hennes dödsångest. Frestaren anländer i gestalt av en präst som lovar befria henne om hon förklarar att hon tidigare erkänt som lögn. Men hon är ståndaktig och Frestaren går ge vika. Den Heliga Jungfruns stämma ger Jeanne mod, och frälst av de renande lågorna går hon till sin Gud.